# Gabinete Paranaguá
O Gabinete Paranaguá foi o ministério formado pelo Partido Liberal em 3 de julho de 1882 e dissolvido em 24 de maio de 1883. Foi chefiado por João Lustosa da Cunha Paranaguá, Visconde de Paranaguá, sendo o 26º gabinete do Império do Brasil após o estabelecimento do Decreto n.º 523 de 1847. Foi antecedido pelo Gabinete Martinho Campos e sucedido pelo Gabinete Lafayette.

## Contexto

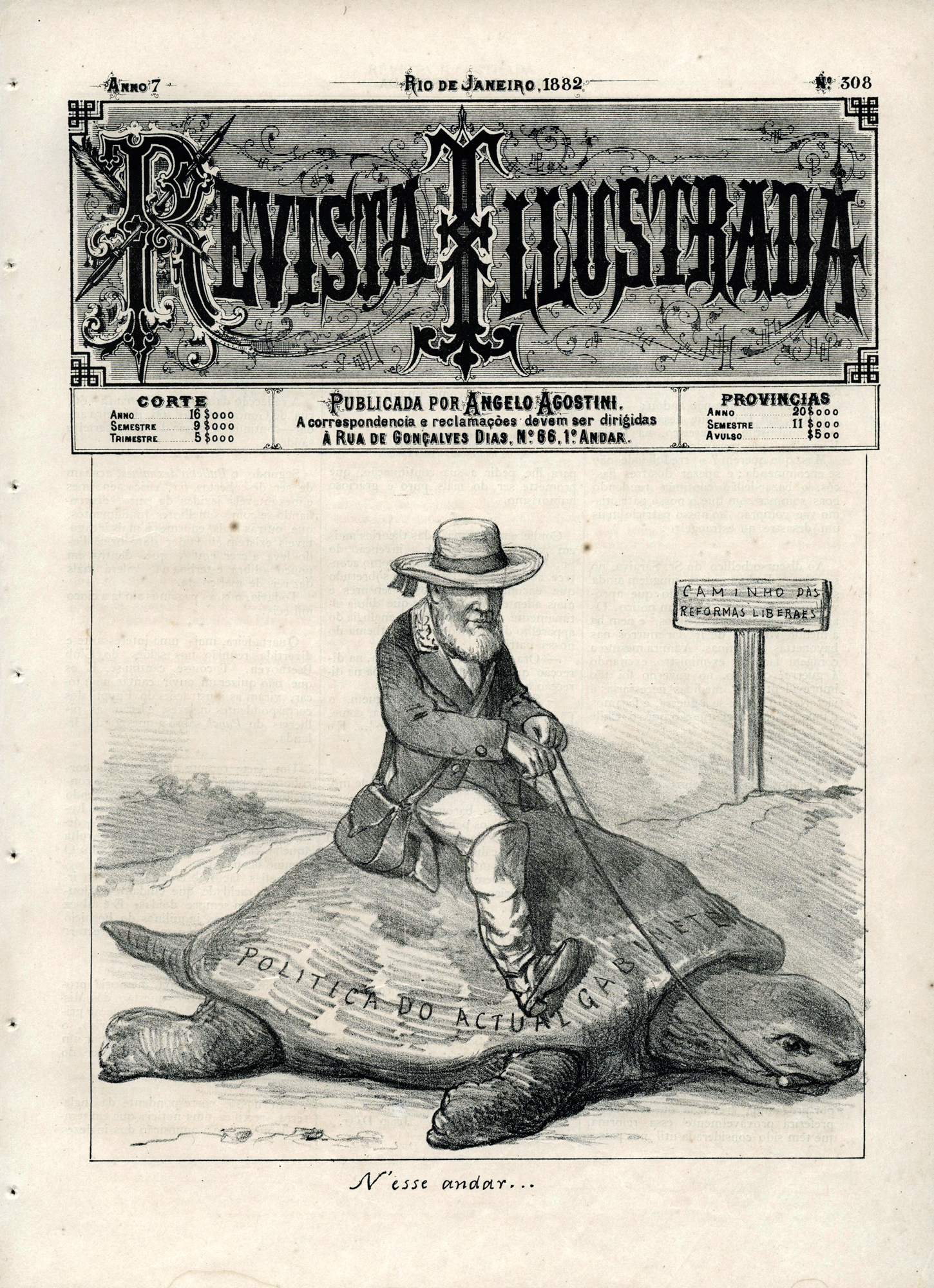
Charge a respeito da gestão Paranaguá (Revista Illustrada, 1882).

Segundo Sérgio Buarque de Holanda (2004):
[...] depois de alguns meses de governo, o Ministério Martinho Campos deixa o poder, sendo substituído por um gabinete presidido pelo Visconde de Paranaguá, que inclui no seu programa a proibição do tráfico interprovincial.

## Composição
O gabinete foi composto da seguinte forma:
- Presidente do Conselho de Ministros: João Lustosa da Cunha Paranaguá, 2.º Visconde de Paranaguá.
- Ministro dos Negócios do Império: Pedro Leão Veloso.
- Ministro da Justiça: João Ferreira de Moura.
- Ministro dos Estrangeiros: Lourenço Cavalcanti de Albuquerque.
- Ministro da Fazenda: João Lustosa da Cunha Paranaguá.
- Ministro da Marinha: João Florentino Meira de Vasconcelos.
- Ministro da Guerra: Carlos Afonso de Assis Figueiredo.
- Ministro da Agricultura, Comércio e Obras Públicas: André Augusto de Pádua Fleury; substituído interinamente em 16 de dezembro de 1882 por Lourenço Cavalcanti de Albuquerque; que serviu até 7 de janeiro de 1883, data em que foi nomeado Henrique Francisco d'Ávila.

## Programa de governo
Segundo o Presidente do Conselho de Ministros (1882):
As ideias do ministério são as ideias formuladas no programa do Partido Liberal em 1868, partido a que pertencem os atuais ministros. Os programas dos partidos podem ser largos; os programas dos ministérios se restringem e devem caber, em regra, no tempo da duração das sessões. Dizendo-vos o que desejo fazer agora e estudar para a próxima sessão, obedeço aos impulsos da minha consciência, que me aconselha empreender somente aquilo que é possível.
O gabinete apresentou o seguinte programa de governo:
- Coibir as fraudes do processo eleitoral.
- Converter a dívida interna.
- Colocar o Poder Judiciário em posição de verdadeira independência.
- Promover a descentralização administrativa.
- Disseminar a instrução pública.
- Proibir o tráfico interprovincial de escravos.

## Legislação aprovada
O gabinete aprovou a seguinte legislação:
- Lei nº 3.102 de 12 de agosto de 1882: Concede ao Ministério do Império um crédito extraordinário de 30:000$ para ser aplicado às despesas que o Imperial Observatório do Rio de Janeiro tem de fazer com a observação da passagem de Vênus sobre o disco do Sol.
- Lei nº 3.111 de 23 de setembro de 1882: Derroga o §5º do Art. 2º e Art. 10 da Lei nº 2.296 de 18 de junho de 1873, o nº 4º do Art. 8º e a primeira parte do Art. 22 do Decreto nº 5.461 de 12 de novembro de 1873 (sobre promoções da Armada e classes anexas).
- Decreto Legislativo nº 3.122 de 7 de outubro de 1882: Altera algumas disposições da Lei nº 3.029 de 9 de janeiro de 1882 (que reformou a legislação eleitoral).
- Lei nº 3.129 de 14 de outubro de 1882: Regula a concessão de patentes aos autores de invenção ou descoberta industrial.
- Lei nº 3.150 de 4 de novembro de 1882: Regula o estabelecimento das companhias e sociedades anônimas.
- Decreto nº 8.616 de 15 de julho de 1882: Promulga a convenção consular entre o Brasil e o Império Alemão.
- Decreto nº 8.651 de 21 de agosto de 1882: Promulga o tratado de amizade, comércio e navegação celebrado entre o Brasil e a China (em 3 de outubro de 1881).
- Decreto nº 8.666 de 16 de setembro de 1882: Cria um corpo de foguistas para o serviço dos navios da Armada.
- Decreto nº 8.727 de 4 de novembro de 1882: Manda observar o regulamento da Escola de Minas.
- Decreto nº 8.775 de 25 de novembro de 1882: Aprova o regulamento provisório para execução da Lei nº 2.639 de 22 de setembro de 1875 (abastecimento d'água).
- Decreto nº 8.783 de 30 de novembro de 1882: Altera o plano das loterias do Estado.
- Decreto nº 8.816 de 30 de dezembro de 1882: Derroga o Decreto nº 1.531 de janeiro de 1855, relativamente às declarações exigidas aos estrangeiros no ato da visita da polícia.
- Decreto nº 8.820 de 30 de dezembro de 1882: Aprova o regulamento para execução da Lei nº 3.129 de 14 de outubro de 1882, sobre patentes de invenção, etc.
- Decreto nº 8.821 de 30 de dezembro de 1882: Dá regulamento para execução da Lei nº 3.150 de 4 de novembro de 1882, sobre sociedades anônimas.
- Decreto nº 8.850 de 13 de janeiro de 1883: Regula a substituição dos lentes das faculdades de Medicina do Império.
- Decreto nº 8.851 de 13 de janeiro de 1883: Manda observar as instruções para os concursos aos lugares de lentes, de adjuntos, de preparadores, de internos de clínica e de ajudante do preparador das faculdades de Medicina, aos quais se referem os §§ 1º e 30 do Art. 20 da Lei nº 3.141 de 30 de outubro de 1882 e o Decreto nº 8.850 de 13 de janeiro de 1883.
- Decreto nº 8.866 de 10 de fevereiro de 1883: Dá instruções relativas à correspondência do inspetor de saúde do porto do Rio de Janeiro com as inspetorias provinciais.
- Decreto nº 8.887 de 24 de fevereiro de 1883: Reforma o plano das loterias do Estado a favor do Fundo de Emancipação.
- Decreto nº 8.905 de 3 de março de 1883: Manda executar o regulamento especial para os concursos ao provimento dos lugares do magistério da Escola Politécnica.
- Decreto nº 8.910 de 17 de março de 1883: Dá novo regulamento ao Asilo de Meninos Desvalidos.
- Decreto nº 8.912 de 24 de março de 1883: Reorganiza as mesas de rendas.
- Decreto nº 8.918 de 31 de março de 1883: Regula os estudos práticos nos laboratórios das faculdades de Medicina do Império.
- Decreto nº 8.920 de 7 de abril de 1883: Altera o regulamento do Colégio Naval, promulgando por Decreto nº 8.386 A de 17 de janeiro de 1882.
- Decreto nº 8.921 de 7 de abril de 1883: Reorganiza o pessoal técnico e de escritório da Estrada de Ferro D. Pedro II.
- Decreto nº 8.934 de 21 de abril de 1883: Modifica o Art. 17 do regulamento provisório aprovado por Decreto nº 8.775 de 25 de novembro de 1882, para execução da Lei nº 2.639 de 22 de setembro de 1875 (abastecimento d'água).
- Decreto nº 8.935 de 21 de abril de 1883: Aprova o regulamento para concessão e colocação de linhas telefônicas.
- Decreto nº 8.943 de 12 de maio de 1883: Manda observar o regulamento internacional de sinais para prevenir abalroamentos entre navios no alto mar.
- Decreto nº 8.946 de 19 de maio de 1883: Dá novo regulamento para cobrança do imposto do selo.
- Decreto nº 8.947 de 19 de maio de 1883: Aprova o regulamento para a fiscalização das empresas e viação férrea.